# Науру на Светском првенству у атлетици на отвореном 2015.
Науру је учествовао на Светском првенству у атлетици на отвореном 2013. одржаном у Пекингу од 22. до 30. августа, петнаести пут, односно учествовао је на свим првенствима до данас. Репрезентацију Науруа представљао је један атлетичар који се такмичио у трци на 100 метара.,.
На овом првенству Науру није освојило ниједну медаљу, а оборене је један лични рекорд.

## Резултати

### Мушкарци
| Атлетичар          | Дисциплина | Лични рекорд | Предтакмичење | Предтакмичење | Квалификације        | Квалификације        | Полуфинале           | Полуфинале           | Финале               | Финале       | Детаљи |
| Атлетичар          | Дисциплина | Лични рекорд | Резултат      | Место         | Резултат             | Место                | Резултат             | Место                | Резултат             | Место        | Детаљи |
| ------------------ | ---------- | ------------ | ------------- | ------------- | -------------------- | -------------------- | -------------------- | -------------------- | -------------------- | ------------ | ------ |
| M. Dagiero Dagiero | 100 м      |              | 11,81 ЛР      | 8. у гр. 1    | Није се квалификовао | Није се квалификовао | Није се квалификовао | Није се квалификовао | Није се квалификовао | 65 / 68 (71) |        |